# Бережной, Виктор Викторович
Виктор Викторович Бережной (20 февраля 1961, Киев, Украинская ССР, СССР) — советский российский баскетболист. Тренер.
Рост — 204 см. Игровое амплуа — нападающий. Мастер спорта СССР международного класса.

## Биография
Выступал за СКА Киев, ЦСКА (Москва). Капитан ЦСКА в 1990-91 гг.
С 1989 года — в составе сборной СССР. Серебряный призёр ЧМ-90. Бронзовый призёр ЧЕ-89. Участник ОИ-92.
В 1992 переехал в Турцию. Играл за ПТТ, в сезоне 1997/98 стал играющим тренером в турецкой команде второй лиги.
После завершения игровой карьеры, работал в спортивном агентстве, затем начал работать тренером. Тренировал детские команды ПТТ (1999), затем — в российской молодёжной сборной по баскетболу (2000), работал в тренерском штабе «Колеж» (Анкара, Турция), национальной сборной Турции на ЧЕ-2001.
Позже работал вторым тренером национальной сборной Украины, главным тренером БК «Киев» (2006, уволен после невыхода команды из группового этапа Кубка Европы), «Капошвар» (Венгрия) (2007, уволен после пяти поражений в шести турах).